# بسمر ونچرز
بسمر ونچرز (انگلیسی: Bessemer Venture) شرکت سرمایه‌گذاری آمریکایی است، که در سال ۱۹۱۱ تأسیس شد.